# Xanthorhoe hafneri
Xanthorhoe hafneri är en fjärilsart som beskrevs av Otto Staudinger 1923. Xanthorhoe hafneri ingår i släktet Xanthorhoe och familjen mätare. Inga underarter finns listade i Catalogue of Life.